# Castell Montbúy
Castell Montbúy (en catalán: Castell-Montbui) es una localidad perteneciente al municipio de Bigas, en la provincia de Barcelona, España.